# Rózsanád
A rózsanád (Canna indica) az egyszikűek (Liliopsida) osztályának gyömbérvirágúak (Zingiberales) rendjébe, ezen belül a kannafélék (Cannaceae) családjába tartozó faj. Egyéb nevei: kánna, kanna.

## Előfordulása
A trópusi Amerikából származó dísznövény.

## Megjelenése

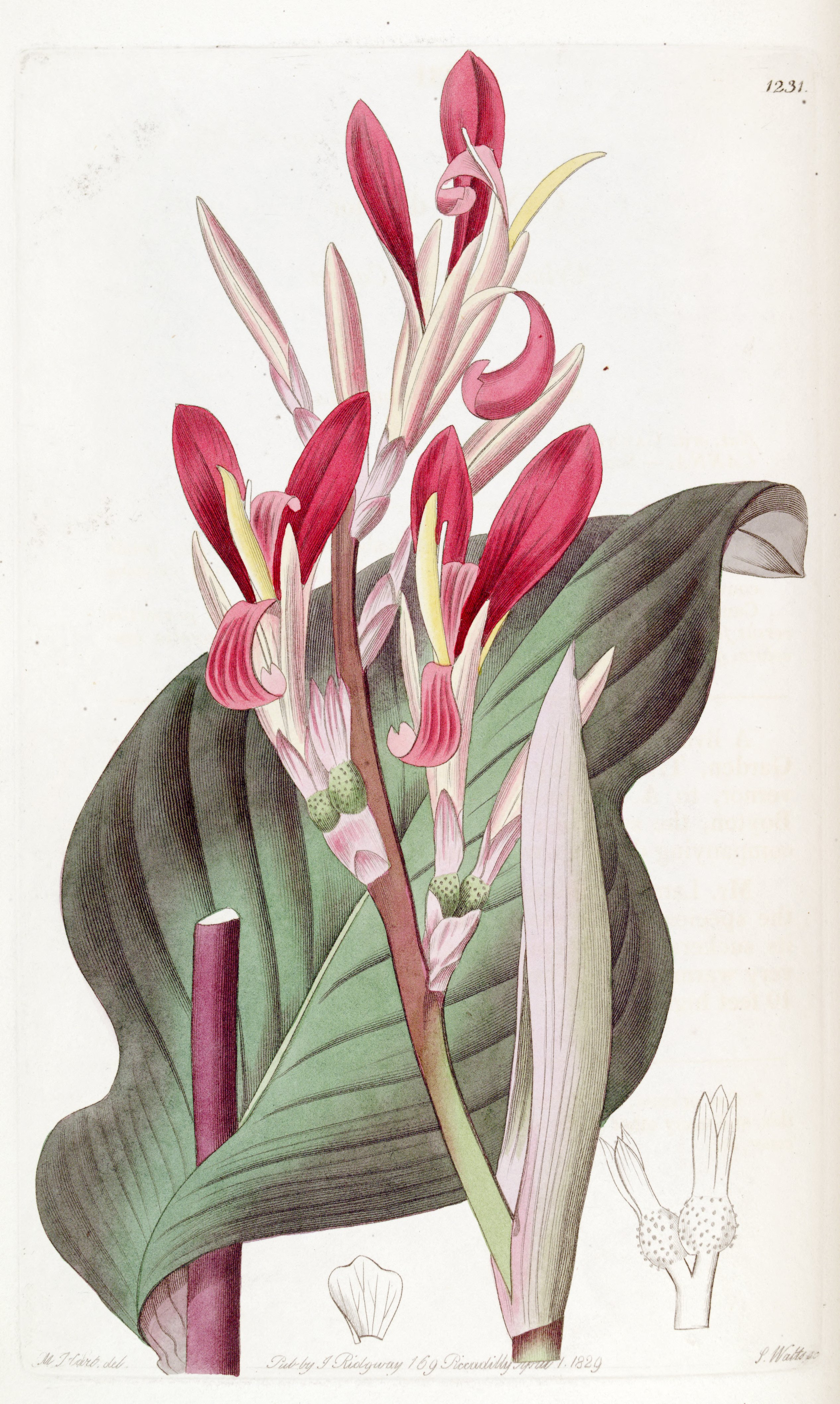

A rózsanád 0,9-1,2 méter magasra növő fagyérzékeny évelő dísznövény. Gumós gyöktörzse van. A levélhüvelyekből álszár alakul. Levéllemeze széles, lándzsás. Virágzata forgó, aszimmetrikus virággal. A porzók sziromszerűek. Mindössze egy portokfél termel pollent. Toktermése tüskés. Lombozata zöld vagy bordó. Virágzata piros, sárga, bordó, rózsaszín vagy sárga-piros, fürtszerű, ami a levelek fölé nő, és kora nyártól, késő őszig virágzik.

## Életmódja
Napos, védett meleg helyet, laza, humuszos, tápanyagban gazdag, nedves talajt igényel. Gyöktörzsét átteleltetéshez az őszi fagyok kezdetekor ássák ki, és fagymentes, szellős, hűvös helyen tárolják az áprilisi kiültetésig.
Évelőágyakba, parkokba ültetik, de dézsákban, edényekben is szépen díszít egyedül vagy vegyesen ültetve.
Gyökértörzsét orvosságként használták Amerikában: bőrbetegségek ellen valamint izzasztóként.